# Newhaven
För andra betydelser, se Newhaven (olika betydelser).
Newhaven är en stad och civil parish i grevskapet East Sussex i sydöstra England. Staden ligger i distriktet Lewes, vid floden Ouses mynning i Engelska kanalen. Tätorten (built-up area) hade 12 854 invånare vid folkräkningen år 2021.
Hamnen skyddades tidigare av flera fort, och från staden utgick tidigare daglig ångbåtsförbindelse med Dieppe i Frankrike. Färjetrafiken mellan Dieppe och Newhaven har fortsatt, fast med moderna färjor.